# Birgit Freund
Birgit Freund (geboren 8. Juni 1955 in Hamburg) ist eine deutsche Juristin, ehemalige Richterin und Gerichtspräsidentin. 2009 wurde die Juristin als erste Frau an die Spitze des Landessozialgerichts Mecklenburg-Vorpommern berufen. Sie war als Gerichtspräsidentin zehn Jahre lang bis zu ihrer Pensionierung im Amt.

## Ausbildung
Nach dem Abitur studierte Birgit Freund in Hamburg Jura. Sie beendete das Studium dort mit der Ersten Juristischen Staatsprüfung.
Nach dem Rechtsreferendariat absolvierte sie in Hamburg auch die Zweite Juristische Staatsprüfung.

## Karriere

### Berufliche Anfänge in der ordentlichen Gerichtsbarkeit
Mitte der 1980er Jahre erwarb Birgit Freund erste Berufserfahrungen in der ordentlichen Gerichtsbarkeit.  Ihre Justizlaufbahn begann sie im August 1985 in Hamburg als Richterin auf Probe.
Am 6. Juni 1988 wurde sie zur Richterin auf Lebenszeit am Amtsgericht Hamburg ernannt. Bald wurde sie für Verwaltungsaufgaben eingesetzt und war zu ¾ Ihrer Arbeitskraft Präsidialrichterin. In diesem Amt koordinierte sie alle Hamburger Amtsgerichte mit 250 Richtern.
1993 wechselte Birgit Freund vom Bundesland Hamburg nach Mecklenburg-Vorpommern. Zunächst wurde sie im Justizministerium eingesetzt. Ab Januar 1994 war sie ein Jahr am Oberlandesgericht Rostock und später am Amtsgericht Neubrandenburg tätig.

### Nach dem Wechsel zur Sozialgerichtsbarkeit
Zum 1. Januar 1996 ging sie an das Landessozialgericht Mecklenburg-Vorpommern und vollzog damit den Wechsel von der ordentlichen Gerichtsbarkeit zur Sozialgerichtsbarkeit. Damals war von Durchlässigkeit der Gerichtsbarkeiten noch kaum die Rede. Vor diesem Hintergrund begegnete man Birgit Freund als „der Amtsrichterin“ anfangs mit Vorbehalten.
Wegen ihrer herausragenden Fähigkeiten und Leistungen im Verwaltungsbereich übernahm Birgit Freund ab Januar 1997 die Aufgaben einer Präsidialrichterin. Am 15. April 1997 wurde sie zur Richterin am Landessozialgericht ernannt.
Als im Herbst 1998 die Direktorenstelle am Sozialgericht Neubrandenburg erstmals besetzt werden sollte, war man sich der besonderen Eignung von Birgit Freund bewusst und ernannte sie zum Januar 1999 zur Direktorin des Sozialgerichts Neubrandenburg. Dieses Amt hatte sie fast zehn Jahre inne.
Zum 1. September 2008 wurde sie Vizepräsidentin des Landessozialgerichts Mecklenburg-Vorpommern.
Am 31. August 2009 wurde sie schließlich zur Präsidentin des Landessozialgerichts Mecklenburg-Vorpommern ernannt. In ihrer nun folgenden zehnjährigen Amtszeit wurde das Landessozialgericht wegen des Anstiegs von zweitinstanzlichen Verfahren in unterschiedlichen Sozialbereichen mehrfach personell verstärkt. In ihre Präsidentschaft fiel der Umzug des Landessozialgerichts von Neubrandenburg nach Neustrelitz im Jahr 2015.
Birgit Freund trat mit Ablauf des 31. Dezember 2019 in den Ruhestand.

## Ämter und Mitgliedschaften
- Deutscher Juristinnenbund[6]